# Catherine Hayes
Catherine Hayes (nome de casada: Catherine Hayes Bushnell; Limerick, 29 de outubro de 1818 – Londres, 11 de agosto de 1861) foi o primeira diva da ópera nascida na Irlanda a conseguir aclamação internacional.